# QBB-95
QBB-95 (kin. 轻武器, 步枪, 班用, 1995; pinyin: Qīngwuqi, Bùqiāng--Bānyòng, 1995; hrv. - doslovno: lako oružje, puška, namijenjena timu, 1995.) je kineski puškomitraljez iz obitelji kineskog automatskog oružja Type 95. QBB-95 temeljen je na automatskoj pušci QBZ-95 koja je standardna u kineskoj vojsci. Tako su od te puške preuzeti većina dijelova i streljivo, dok je mali broj dijelova preuzet od modela Type 81 ili Type 03.
Puškomitraljez proizvodi kineska vojna industrija Norinco za potrebe Kineske narodnooslobodilačke vojske, oružanih snaga NR Kine. Također, pušku koristi i vojska Kambodže.
QBB-95 koristi bubanj-okvir sa 75 metaka, ali je kompatibilan i standardni okvir od 30 metaka.

## Inačice
Postoje različite inačice ove puške:
- QBB-95 LSW: lako oružje za potporu tima (eng. squad), odnosno puškomitraljez,
- QBZ-95: standardna automatska puška,
- QBZ-97: automatska puška namijenjena izvozu (koristi zapadno streljivo 5.56x45mm NATO),
- QBZ-95B: kompaktni karabin i
- QBU-88: marksman puška.

## Korisnici
- NR Kina: Kineska narodnooslobodilačka vojska.
- Kambodža: Kambodžanska vojska.